# Montoro (Italia)
Montoro es un comune italiano de la provincia de Avellino, en la región de Campania. Con 19.607 habitantes, se extiende por una área de 40,14 km², teniendo una densidad de población de 488,46 hab./km². Linda con los municipios de Bracigliano (SA), Calvanico (SA), Contrada, Fisciano (SA), Forino, Mercato San Severino (SA), Solofra.
Se formó el 3 de diciembre de 2013 con la fusión de los comuni de Montoro Inferiore y Montoro Superiore, como resultado del referéndum del 26 y 27 de mayo del mismo año (77,41% de votos favorables).